# Le Touquet–Côte d’Opale repülőtér
A Le Touquet–Côte d'Opale repülőtér  Franciaország egyik nemzetközi repülőtere, amely Le Touquet közelében található. 

## Futópályák
A repülőtér futópályái: 

## Forgalom
Az utasforgalom az elmúlt években az alábbi módon változott:

## Érdekességek
A repülőtér szerepel a Microsoft Flight Simulator X repülőszimulátor egyik küldetésében is, amikor a La Manche felett kell átrepülni egy Cessna 172 tipusú repülőgéppel.